# Ithomia sincerus
Ithomia sincerus är en fjärilsart som beskrevs av Rudolf Bargmann 1929. Ithomia sincerus ingår i släktet Ithomia och familjen praktfjärilar. Inga underarter finns listade i Catalogue of Life.